# Szárított pajzsmirigykivonat
A szárított pajzsmirigykivonat (DTE) egy szárított és porított pajzsmirigy, amelyet orvosi használatra szántak. Pajzsmirigy-alulműködés kezelésére használják, de kevésbé előnyös, mint a levotiroxin. Szájon át szedik. A maximális hatások kialakulásához akár három hét is eltelhet.
Túlzott dózisok esetén mellékhatások jelentkezhetnek. Ilyenek lehetnek a fogyás, láz, fejfájás, szorongás, alvászavarok, aritmiák és szívelégtelenség. Egyéb mellékhatások lehetnek az allergiás reakciók. Terhesség és szoptatás alatti alkalmazása általában biztonságos. Rendszeres vérvizsgálatok ajánlottak az adagolás megfelelőségének ellenőrzésére. Tiroxin (T4) és trijód-tironin (T3) keverékét tartalmazzák.
A szárított pajzsmirigykivonatot az 1800-as évek vége óta használják. Általában sertésből, juhból vagy tehénből állítják elő. Generikus gyógyszerként kapható. 2022-ben ez volt a 137. leggyakrabban felírt gyógyszer az Egyesült Államokban, több mint 4 millió recepttel. A használat az 1960-as évek óta csökkent.

## Orvosi felhasználása
Az Amerikai Klinikai Endokrinológusok Szövetsége és a Királyi Orvoskollégium nem javasolja a pajzsmirigykivonat alkalmazását a pajzsmirigy-alulműködés kezelésére. Aggodalomra ad okot a túl magas T3-szintből adódó lehetséges káros hatások, valamint a randomizált klinikai vizsgálatokból származó hosszú távú biztonságossági adatok hiánya. A levotiroxint javasolják előnyben részesített kezelésként. Egyes szakemberek nem hajlandók kiszáradt pajzsmirigyet használni.
A pajzsmirigykivonat minden 64,8 mg-ja (egy grain) körülbelül 38 μg, illetve 9 μg mérhető levotiroxint (T4) és liotironint (T3) tartalmaz.